# Llista de monuments de Nimes
Llista de monuments de Nimes (Gard) registrats com a monuments històrics, bé catalogats d'interès nacional (classé) o bé inventariats d'interès regional (inscrit).
| Monument                                                           | Prot. | Època                      | Localització                                                                                          | Coordenades                                          | Codi?      | Imatge |
| ------------------------------------------------------------------ | ----- | -------------------------- | --- | ---------------------------------------------------- | ---------- | --- |
| Mur del Baix Imperi                                                | Cat.  | Gal·loromà; Baix Imperi    | Nimes boulevard des Arènes                                                                            | 43° 50′ 06″ N, 4° 21′ 33″ E / 43.83488°N,4.35913°E   | PA00103148 | Mur del Baix Imperi · Vegeu més fotos d'aquest monument · Carregueu una nova foto d'aquest monument                                                |
| Palau de Justícia                                                  | Inv.  | Segle xix                  | Nimes boulevard des Arènes; cantonada boulevard de la Libération                                      | 43° 50′ 07″ N, 4° 21′ 40″ E / 43.835243°N,4.361135°E | PA00125485 | Palau de Justícia · Vegeu més fotos d'aquest monument · Carregueu una nova foto d'aquest monument                                                  |
| Edifici                                                            | Inv.  | Segle XVII                 | Nimes 2 plan de l'Aspic                                                                               | 43° 50′ 15″ N, 4° 21′ 31″ E / 43.837611°N,4.35875°E  | PA00103126 | Edifici · Vegeu més fotos d'aquest monument · Carregueu una nova foto d'aquest monument                                                            |
| Casa                                                               | Inv.  | Segle XVIII                | Nimes 4 plan de l'Aspic                                                                               | 43° 50′ 13″ N, 4° 21′ 34″ E / 43.83693°N,4.359451°E  | PA00103127 | Casa · Vegeu més fotos d'aquest monument · Carregueu una nova foto d'aquest monument                                                               |
| Casa                                                               | Inv.  | Segle XVI                  | Nimes 14 rue de l'Aspic                                                                               | 43° 50′ 13″ N, 4° 21′ 33″ E / 43.837049°N,4.35916°E  | PA00103128 | Casa · Vegeu més fotos d'aquest monument · Carregueu una nova foto d'aquest monument                                                               |
| Edifici                                                            | Inv.  | Segle II                   | Nimes 27 rue de l'Aspic                                                                               | 43° 50′ 10″ N, 4° 21′ 36″ E / 43.836096°N,4.359979°E | PA00103104 | Edifici · Carregueu una nova foto d'aquest monument                                                                                                |
| Hôtel Meynier de Salinelles dit Hôtel Boudon                       | Inv.  | Segle XVIII                | Nimes 2, 4 rue de Bernis                                                                              | 43° 50′ 14″ N, 4° 21′ 31″ E / 43.837126°N,4.358675°E | PA00103129 | Hôtel Meynier de Salinelles dit Hôtel Boudon · Vegeu més fotos d'aquest monument · Carregueu una nova foto d'aquest monument                       |
| Hôtel de Bernis                                                    | Inv.  | Segle XVII                 | Nimes 3, 5 rue de Bernis                                                                              | 43° 50′ 13″ N, 4° 21′ 31″ E / 43.837049°N,4.358706°E | PA00103098 | Hôtel de Bernis · Vegeu més fotos d'aquest monument · Carregueu una nova foto d'aquest monument                                                    |
| Església Notre-Dame du Suffrage et Saint-Dominique                 | Inv.  | Segle XX                   | Nimes 300 rue Bir-Hakeim                                                                              | 43° 50′ 31″ N, 4° 23′ 08″ E / 43.841888°N,4.385481°E | PA30000043 | Església Notre-Dame du Suffrage et Saint-Dominique · Vegeu més fotos d'aquest monument · Carregueu una nova foto d'aquest monument                 |
| Hôtel Lagorce                                                      | Inv.  | Segle XVIII                | Nimes 2 place Bouquerie                                                                               | 43° 50′ 26″ N, 4° 21′ 24″ E / 43.840455°N,4.356575°E | PA00103105 | Hôtel Lagorce · Vegeu més fotos d'aquest monument · Carregueu una nova foto d'aquest monument                                                      |
| Hôtel Colomb de Daunant, ex-hôtel Foulc                            | Inv.  | Segle xix                  | Nimes 10 rue Briçonnet                                                                                | 43° 49′ 55″ N, 4° 21′ 41″ E / 43.832054°N,4.361374°E | PA00135381 | Hôtel Colomb de Daunant, ex-hôtel Foulc · Vegeu més fotos d'aquest monument · Carregueu una nova foto d'aquest monument                            |
| Hôtel Milliarède                                                   | Inv.  | Segle XX                   | Nimes 31 avenue Carnot                                                                                | 43° 50′ 04″ N, 4° 22′ 02″ E / 43.834484°N,4.367159°E | PA30000069 | Hôtel Milliarède · Vegeu més fotos d'aquest monument · Carregueu una nova foto d'aquest monument                                                   |
| Hôtel de Régis                                                     | Inv.  | Segle XVIII                | Nimes 14 rue du Chapître                                                                              | 43° 50′ 15″ N, 4° 21′ 39″ E / 43.83757°N,4.360958°E  | PA00103099 | Hôtel de Régis · Vegeu més fotos d'aquest monument · Carregueu una nova foto d'aquest monument                                                     |
| Residència                                                         | Inv.  | Segle XVIII                | Nimes 5 rue de la Crucimèle                                                                           | 43° 50′ 40″ N, 4° 21′ 39″ E / 43.84445°N,4.360733°E  | PA30000044 | Carregueu una nova foto d'aquest monument |
| Casa                                                               | Inv.  |                            | Nimes 4 rue de la Curaterie                                                                           | 43° 50′ 19″ N, 4° 21′ 43″ E / 43.838574°N,4.361824°E | PA00103130 | Casa · Vegeu més fotos d'aquest monument · Carregueu una nova foto d'aquest monument                                                               |
| Institut tecnològic regional Dhuoda                                | Inv.  | Segle XX                   | Nimes 17 rue Dhuoda                                                                                   | 43° 49′ 38″ N, 4° 21′ 23″ E / 43.827277°N,4.356294°E | PA30000041 | Institut tecnològic regional Dhuoda · Vegeu més fotos d'aquest monument · Carregueu una nova foto d'aquest monument                                |
| Hôtel de l'Académie                                                | Inv.  | Segle XVI                  | Nimes 16 rue Dorée                                                                                    | 43° 50′ 14″ N, 4° 21′ 41″ E / 43.837141°N,4.361339°E | PA00103102 | Hôtel de l'Académie · Vegeu més fotos d'aquest monument · Carregueu una nova foto d'aquest monument                                                |
| Maison o Hôtel de Brueys                                           | Inv.  | Segle XVIII                | Nimes 3 rue Dorée                                                                                     | 43° 50′ 13″ N, 4° 21′ 37″ E / 43.836978°N,4.360309°E | PA00103131 | Maison o Hôtel de Brueys · Vegeu més fotos d'aquest monument · Carregueu una nova foto d'aquest monument                                           |
| Hôtel Démians                                                      | Inv.  | Segle XVIII                | Nimes 4 rue Dorée                                                                                     | 43° 50′ 13″ N, 4° 21′ 37″ E / 43.836885°N,4.360253°E | PA00103132 | Hôtel Démians · Vegeu més fotos d'aquest monument · Carregueu una nova foto d'aquest monument                                                      |
| Edifici                                                            | Inv.  | Segle XVII                 | Nimes 5 rue Dorée                                                                                     | 43° 50′ 13″ N, 4° 21′ 38″ E / 43.836889°N,4.360583°E | PA00103106 | Edifici · Vegeu més fotos d'aquest monument · Carregueu una nova foto d'aquest monument                                                            |
| Casa                                                               | Inv.  | Segle XVIII                | Nimes 23 rue de l'Etoile                                                                              | 43° 50′ 11″ N, 4° 21′ 30″ E / 43.836293°N,4.358364°E | PA00103133 | Casa · Vegeu més fotos d'aquest monument · Carregueu una nova foto d'aquest monument                                                               |
| Edifici                                                            | Inv.  | Segle XVII                 | Nimes 11 rue de la Ferrage                                                                            | 43° 50′ 24″ N, 4° 21′ 34″ E / 43.840022°N,4.359347°E | PA00103107 | Edifici · Carregueu una nova foto d'aquest monument                                                                                                |
| Jardins de la Font                                                 | Inv.  | Segles XVIII-XIX           | Nimes quai de la Fontaine; rue de la Tour-Magne; quai Georges-Clémenceau; place Guillaume-Apollinaire | 43° 50′ 24″ N, 4° 20′ 58″ E / 43.840017°N,4.349476°E | PA00103124 | Jardins de la Font · Vegeu més fotos d'aquest monument · Carregueu una nova foto d'aquest monument                                                 |
| Antiga casa de l'Avocat des pauvres                                | Cat.  | Segle XV                   | Nimes 16 rue Fresque                                                                                  | 43° 50′ 12″ N, 4° 21′ 30″ E / 43.836545°N,4.358348°E | PA00135382 | Antiga casa de l'Avocat des pauvres · Vegeu més fotos d'aquest monument · Carregueu una nova foto d'aquest monument                                |
| Hôtel Novi de Caveirac, o Chouleur                                 | Cat.  | Segles XVII-XVIII          | Nimes 4bis, 6 rue Fresque                                                                             | 43° 50′ 13″ N, 4° 21′ 29″ E / 43.836961°N,4.357994°E | PA00103108 | Hôtel Novi de Caveirac, o Chouleur · Vegeu més fotos d'aquest monument · Carregueu una nova foto d'aquest monument                                 |
| Hôtel Colomb de Daunant                                            | Inv.  | Segle xix                  | Nimes 23 rue Fénelon                                                                                  | 43° 50′ 08″ N, 4° 22′ 08″ E / 43.835484°N,4.368814°E | PA30000080 | Hôtel Colomb de Daunant · Vegeu més fotos d'aquest monument · Carregueu una nova foto d'aquest monument                                            |
| Església Saint-Charles                                             | Inv.  | Segle XVIII                | Nimes boulevard Gambetta                                                                              | 43° 50′ 27″ N, 4° 21′ 35″ E / 43.840768°N,4.35985°E  | PA30000079 | Església Saint-Charles · Vegeu més fotos d'aquest monument · Carregueu una nova foto d'aquest monument                                             |
| Casa                                                               | Inv.  | Segle XVIII                | Nimes 28 boulevard Gambetta                                                                           | 43° 50′ 25″ N, 4° 21′ 32″ E / 43.840248°N,4.358965°E | PA00103134 | Casa · Vegeu més fotos d'aquest monument · Carregueu una nova foto d'aquest monument                                                               |
| Antic col·legi dels Jésuites, actualment museu                     | Inv.  | Segle XVII                 | Nimes Grand'Rue 17, 19; 13 boulevard Amiral-Courbet                                                   | 43° 50′ 16″ N, 4° 21′ 46″ E / 43.837657°N,4.3627°E   | PA00103094 | Antic col·legi dels Jésuites, actualment museu · Vegeu més fotos d'aquest monument · Carregueu una nova foto d'aquest monument                     |
| Petit Temple, de les Ursulines                                     | Inv.  | Segle XVIII                | Nimes rue du Grand-Couvent                                                                            | 43° 50′ 20″ N, 4° 21′ 24″ E / 43.839019°N,4.356785°E | PA00103153 | Petit Temple, de les Ursulines · Vegeu més fotos d'aquest monument · Carregueu una nova foto d'aquest monument                                     |
| Casa                                                               | Inv.  | Segle XVIII                | Nimes 2 rue du Grand-Couvent                                                                          | 43° 50′ 18″ N, 4° 21′ 27″ E / 43.838241°N,4.357369°E | PA00103135 | Casa · Carregueu una nova foto d'aquest monument                                                                                                   |
| Antic hôtel Rivet, antiga prefectura, actual escola de Belles Arts | Inv.  | Segle XVIII                | Nimes 10 Grand-rue                                                                                    | 43° 50′ 16″ N, 4° 21′ 42″ E / 43.837762°N,4.361629°E | PA00103100 | Antic hôtel Rivet, antiga prefectura, actual escola de Belles Arts · Vegeu més fotos d'aquest monument · Carregueu una nova foto d'aquest monument |
| Casa                                                               | Inv.  | Segle XVIII                | Nimes Grande-Rue 15                                                                                   | 43° 50′ 16″ N, 4° 21′ 43″ E / 43.837764°N,4.361916°E | PA00103137 | Casa · Vegeu més fotos d'aquest monument · Carregueu una nova foto d'aquest monument                                                               |
| Casa                                                               | Inv.  | Segle XVIII                | Nimes Grande-Rue 4                                                                                    | 43° 50′ 18″ N, 4° 21′ 42″ E / 43.838443°N,4.361556°E | PA00103136 | Casa · Vegeu més fotos d'aquest monument · Carregueu una nova foto d'aquest monument                                                               |
| Hôtel de Possac                                                    | Inv.  | Segle XVII                 | Nimes 18 rue de l'Horloge                                                                             | 43° 50′ 18″ N, 4° 21′ 26″ E / 43.838207°N,4.357104°E | PA00103138 | Hôtel de Possac · Vegeu més fotos d'aquest monument · Carregueu una nova foto d'aquest monument                                                    |
| Immobles amb vestigis arqueològics                                 | Inv.  | Segle XVIII                | Nimes avenue Jean-Jaurès; rue Saint-Dominique                                                         | 43° 50′ 16″ N, 4° 21′ 04″ E / 43.83791°N,4.35116°E   | PA30000052 | Immobles amb vestigis arqueològics · Carregueu una nova foto d'aquest monument                                                                     |
| Antic Hôtel-Dieu                                                   | Inv.  | Segle XVII                 | Nimes 25-27 rue Jean-Reboul; 12 rue de la République                                                  | 43° 49′ 58″ N, 4° 21′ 29″ E / 43.832804°N,4.358091°E | PA00103109 | Antic Hôtel-Dieu · Vegeu més fotos d'aquest monument · Carregueu una nova foto d'aquest monument                                                   |
| Castellum Divisorium, torre d'aigües romana                        | Cat.  | Antiguitat; Alt Imperi     | Nimes rue de la Lampèze                                                                               | 43° 50′ 33″ N, 4° 21′ 22″ E / 43.842365°N,4.355983°E | PA00103093 | Castellum Divisorium, torre d'aigües romana · Vegeu més fotos d'aquest monument · Carregueu una nova foto d'aquest monument                        |
| Font de l'Esplanade, dita font Pradier                             | Inv.  |                            | Nimes place de la Libération                                                                          | 43° 50′ 06″ N, 4° 21′ 44″ E / 43.834903°N,4.362359°E | PA00103096 | Font de l'Esplanade, dita font Pradier · Vegeu més fotos d'aquest monument · Carregueu una nova foto d'aquest monument                             |
| Edifici                                                            | Inv.  | Segle XVIII                | Nimes 13 rue des Lombards                                                                             | 43° 50′ 21″ N, 4° 21′ 36″ E / 43.839228°N,4.359866°E | PA00103110 | Edifici · Carregueu una nova foto d'aquest monument                                                                                                |
| Edifici                                                            | Inv.  | Segles XV-XVII             | Nimes 15 rue des Lombards                                                                             | 43° 50′ 21″ N, 4° 21′ 35″ E / 43.839292°N,4.359857°E | PA00103111 | Edifici · Carregueu una nova foto d'aquest monument                                                                                                |
| Edifici                                                            | Inv.  | Segle XVIII                | Nimes 18 rue des Lombards                                                                             | 43° 50′ 22″ N, 4° 21′ 36″ E / 43.839494°N,4.36005°E  | PA00103112 | Edifici · Vegeu més fotos d'aquest monument · Carregueu una nova foto d'aquest monument                                                            |
| Hôtel de Balincourt                                                | Inv.  | Segle XVIII                | Nimes 29 rue des Lombards                                                                             | 43° 50′ 25″ N, 4° 21′ 37″ E / 43.840259°N,4.360234°E | PA00103141 | Hôtel de Balincourt · Vegeu més fotos d'aquest monument · Carregueu una nova foto d'aquest monument                                                |
| Casa                                                               | Inv.  | Segle XVIII                | Nimes 5 rue des Lombards                                                                              | 43° 50′ 19″ N, 4° 21′ 35″ E / 43.838673°N,4.359774°E | PA00103140 | Casa · Carregueu una nova foto d'aquest monument                                                                                                   |
| Casa, a la cantonada del carrer i la plaça                         | Inv.  | Segle XVIII                | Nimes rue des Lombards; place aux Herbes                                                              | 43° 50′ 18″ N, 4° 21′ 35″ E / 43.838396°N,4.359703°E | PA00103139 | Casa, a la cantonada del carrer i la plaça · Carregueu una nova foto d'aquest monument                                                             |
| Edifici                                                            | Inv.  |                            | Nimes 1 rue de la Madeleine                                                                           | 43° 50′ 18″ N, 4° 21′ 33″ E / 43.838272°N,4.359287°E | PA00103113 | Edifici · Vegeu més fotos d'aquest monument · Carregueu una nova foto d'aquest monument                                                            |
| Casa                                                               | Inv.  | Segle XVIII                | Nimes 13 rue de la Madeleine                                                                          | 43° 50′ 16″ N, 4° 21′ 31″ E / 43.837825°N,4.358531°E | PA00103142 | Paràmetre commmonscat desconegut |
| Edifici                                                            | Inv.  | Segle XVIII                | Nimes 27 rue de la Madeleine                                                                          | 43° 50′ 14″ N, 4° 21′ 27″ E / 43.837334°N,4.357533°E | PA00103114 | Edifici · Vegeu més fotos d'aquest monument · Carregueu una nova foto d'aquest monument                                                            |
| Edifici                                                            | Inv.  | Segle XVIII                | Nimes 35 rue de la Madeleine                                                                          | 43° 50′ 13″ N, 4° 21′ 25″ E / 43.837069°N,4.356994°E | PA00103115 | Edifici · Vegeu més fotos d'aquest monument · Carregueu una nova foto d'aquest monument                                                            |
| Casa                                                               | Inv.  | Segles XV-XVI              | Nimes 11 rue des Marchands                                                                            | 43° 50′ 16″ N, 4° 21′ 35″ E / 43.837708°N,4.359815°E | PA00103143 | Casa · Vegeu més fotos d'aquest monument · Carregueu una nova foto d'aquest monument                                                               |
| Edifici                                                            | Inv.  | Segle XVII                 | Nimes 15-17 rue des Marchands                                                                         | 43° 50′ 15″ N, 4° 21′ 35″ E / 43.837559°N,4.359747°E | PA30000058 | Edifici · Vegeu més fotos d'aquest monument · Carregueu una nova foto d'aquest monument                                                            |
| Edifici                                                            | Inv.  | Segle XVI                  | Nimes 2 rue des Marchands                                                                             | 43° 50′ 18″ N, 4° 21′ 35″ E / 43.838223°N,4.359768°E | PA00103116 | Edifici · Vegeu més fotos d'aquest monument · Carregueu una nova foto d'aquest monument                                                            |
| Casa                                                               | Inv.  | Segle XVIII                | Nimes 3 rue du Mûrier-d'Espagne                                                                       | 43° 50′ 22″ N, 4° 21′ 35″ E / 43.839517°N,4.35963°E  | PA00103145 | Casa · Carregueu una nova foto d'aquest monument                                                                                                   |
| Casa, a la cantonada del carrer i la plaça                         | Inv.  | Segle XVIII                | Nimes rue du Mûrier-d'Espagne; place des Halles                                                       | 43° 50′ 23″ N, 4° 21′ 33″ E / 43.839584°N,4.359113°E | PA00103144 | Casa, a la cantonada del carrer i la plaça · Carregueu una nova foto d'aquest monument                                                             |
| Edifici                                                            | Inv.  | Segle XVIII                | Nimes 17 rue Notre-Dame                                                                               | 43° 50′ 13″ N, 4° 21′ 54″ E / 43.836874°N,4.365059°E | PA00103117 | Edifici · Vegeu més fotos d'aquest monument · Carregueu una nova foto d'aquest monument                                                            |
| Edifici                                                            | Inv.  | Segle XVII                 | Nimes 20 rue des Orangers                                                                             | 43° 50′ 22″ N, 4° 21′ 41″ E / 43.839377°N,4.361315°E | PA00103118 | Edifici · Vegeu més fotos d'aquest monument · Carregueu una nova foto d'aquest monument                                                            |
| Edifici                                                            | Inv.  | Segle XVIII                | Nimes 21 rue des Orangers                                                                             | 43° 50′ 22″ N, 4° 21′ 42″ E / 43.839384°N,4.361638°E | PA00103119 | Edifici · Vegeu més fotos d'aquest monument · Carregueu una nova foto d'aquest monument                                                            |
| Cementiri protestant                                               | Inv.  | Segles XVIII-XIX           | Nimes 17bis avenue du Pasteur-Paul-Brunel; route d'Alès                                               | 43° 50′ 20″ N, 4° 20′ 31″ E / 43.838752°N,4.342021°E | PA30000037 | Cementiri protestant · Vegeu més fotos d'aquest monument · Carregueu una nova foto d'aquest monument                                               |
| Château Fadaise                                                    | Inv.  | Segles XVII-XVIII          | Nimes 12 rue de la Porte-de-France                                                                    | 43° 50′ 09″ N, 4° 21′ 20″ E / 43.8359°N,4.355657°E   | PA00103146 | Château Fadaise · Vegeu més fotos d'aquest monument · Carregueu una nova foto d'aquest monument                                                    |
| Edifici                                                            | Inv.  | Segle XVIII                | Nimes 40 rue de la Porte-de-France                                                                    | 43° 50′ 02″ N, 4° 21′ 25″ E / 43.833956°N,4.357047°E | PA00103120 | Edifici · Vegeu més fotos d'aquest monument · Carregueu una nova foto d'aquest monument                                                            |
| Maison de Paul Rabaut                                              | Inv.  | Segles XVIII-XIX           | Nimes 2 rue Rabaut-Saint-Etienne                                                                      | 43° 50′ 17″ N, 4° 21′ 07″ E / 43.838067°N,4.352042°E | PA30000038 | Maison de Paul Rabaut · Vegeu més fotos d'aquest monument · Carregueu una nova foto d'aquest monument                                              |
| Edifici                                                            | Inv.  | Segle XVIII                | Nimes 36 rue Roussy                                                                                   | 43° 50′ 09″ N, 4° 21′ 55″ E / 43.835722°N,4.365236°E | PA00103123 | Edifici · Vegeu més fotos d'aquest monument · Carregueu una nova foto d'aquest monument                                                            |
| Hôtel dit le Presbytère de la Cathédrale                           | Inv.  | Segle XVII                 | Nimes 9 rue Saint-Castor                                                                              | 43° 50′ 19″ N, 4° 21′ 37″ E / 43.838557°N,4.360368°E | PA00103103 | Hôtel dit le Presbytère de la Cathédrale · Vegeu més fotos d'aquest monument · Carregueu una nova foto d'aquest monument                           |
| Capella Sainte-Eugénie                                             | Inv.  | Segle X                    | Nimes rue Sainte-Eugénie                                                                              | 43° 50′ 17″ N, 4° 21′ 33″ E / 43.837942°N,4.359102°E | PA30000077 | Capella Sainte-Eugénie · Vegeu més fotos d'aquest monument · Carregueu una nova foto d'aquest monument                                             |
| Hôtel de Chazelles                                                 | Inv.  | Segle XVII                 | Nimes place de la Salamandre                                                                          | 43° 50′ 11″ N, 4° 21′ 43″ E / 43.836395°N,4.361979°E | PA00103121 | Hôtel de Chazelles · Vegeu més fotos d'aquest monument · Carregueu una nova foto d'aquest monument                                                 |
| Antiga estació                                                     | Inv.  | Segle xix                  | Nimes rue Sully; rue Vincent-Faita                                                                    | 43° 49′ 57″ N, 4° 21′ 59″ E / 43.832522°N,4.36625°E  | PA00103097 | Antiga estació · Vegeu més fotos d'aquest monument · Carregueu una nova foto d'aquest monument                                                     |
| Hôtel Séguier                                                      | Cat.  | Segle XVIII                | Nimes 7 rue Séguier                                                                                   | 43° 50′ 18″ N, 4° 21′ 55″ E / 43.838459°N,4.365258°E | PA00103330 | Hôtel Séguier · Vegeu més fotos d'aquest monument · Carregueu una nova foto d'aquest monument                                                      |
| Hôtel Davé                                                         | Inv.  | Segle xix                  | Nimes 15 boulevard Talabot; rue Fénelon                                                               | 43° 50′ 07″ N, 4° 22′ 07″ E / 43.835196°N,4.3686°E   | PA30000081 | Hôtel Davé · Vegeu més fotos d'aquest monument · Carregueu una nova foto d'aquest monument                                                         |
| Antic hospici, actual institut Alphonse Daudet                     | Inv.  | Segle xix                  | Nimes 3 boulevard Victor-Hugo                                                                         | 43° 50′ 06″ N, 4° 21′ 30″ E / 43.835092°N,4.35828°E  | PA30000064 | Antic hospici, actual institut Alphonse Daudet · Vegeu més fotos d'aquest monument · Carregueu una nova foto d'aquest monument                     |
| Hôtel de Rozel                                                     | Inv.  | Segles XVII-XVIII          | Nimes rue de la Violette; 4bis rue Régale                                                             | 43° 50′ 10″ N, 4° 21′ 37″ E / 43.836042°N,4.360296°E | PA00103122 | Hôtel de Rozel · Vegeu més fotos d'aquest monument · Carregueu una nova foto d'aquest monument                                                     |
| Recinte antic                                                      | Inv.  | Antiguitat                 | Nimes                                                                                                 | 43° 49′ 34″ N, 4° 20′ 40″ E / 43.82608°N,4.34453°E   | PA00103329 | Recinte antic · Vegeu més fotos d'aquest monument · Carregueu una nova foto d'aquest monument                                                      |
| Torre Magne                                                        | Cat.  | Edat del ferro; gal·loromà | Nimes jardí de la Fontaine                                                                            | 43° 50′ 35″ N, 4° 20′ 58″ E / 43.843056°N,4.3495°E   | PA00103155 | Torre Magne · Vegeu més fotos d'aquest monument · Carregueu una nova foto d'aquest monument                                                        |
| Antic teatre municipal                                             | Inv.  | Segles XVIII-XIX           | Nimes                                                                                                 | 43° 47′ 04″ N, 4° 23′ 59″ E / 43.784459°N,4.399861°E | PA00103154 | Antic teatre municipal · Vegeu més fotos d'aquest monument · Carregueu una nova foto d'aquest monument                                             |
| Grand Temple, dels Dominicains                                     | Inv.  | Segle XVIII                | Nimes                                                                                                 | 43° 50′ 19″ N, 4° 21′ 47″ E / 43.838729°N,4.362986°E | PA00103152 | Grand Temple, dels Dominicains · Vegeu més fotos d'aquest monument · Carregueu una nova foto d'aquest monument                                     |
| Porte d'Espagne dita de France                                     | Cat.  | Alt Imperi                 | Nimes                                                                                                 | 43° 49′ 58″ N, 4° 21′ 28″ E / 43.832673°N,4.357764°E | PA00103151 | Porte d'Espagne dita de France · Vegeu més fotos d'aquest monument · Carregueu una nova foto d'aquest monument                                     |
| Porta d'Arle dita d'Auguste                                        | Cat.  | Alt Imperi                 | Nimes                                                                                                 | 43° 50′ 22″ N, 4° 21′ 48″ E / 43.839401°N,4.3633°E   | PA00103150 | Porta d'Arle dita d'Auguste · Vegeu més fotos d'aquest monument · Carregueu una nova foto d'aquest monument                                        |
| Antic palau episcopal                                              | Cat.  | Segles XVIII-XIX           | Nimes                                                                                                 | 43° 50′ 18″ N, 4° 21′ 35″ E / 43.838216°N,4.359611°E | PA00103149 | Antic palau episcopal · Vegeu més fotos d'aquest monument · Carregueu una nova foto d'aquest monument                                              |
| Menhir de Courbessac                                               | Cat.  |                            | Nimes 1200 route d'Avignon Courbessac                                                                 | 43° 51′ 32″ N, 4° 24′ 52″ E / 43.858923°N,4.414482°E | PA00103147 | Menhir de Courbessac · Carregueu una nova foto d'aquest monument                                                                                   |
| Maison Carrée                                                      | Cat.  | Antiguitat; Alt Imperi     | Nimes                                                                                                 | 43° 50′ 17″ N, 4° 21′ 22″ E / 43.838194°N,4.356111°E | PA00103125 | Maison Carrée · Vegeu més fotos d'aquest monument · Carregueu una nova foto d'aquest monument                                                      |
| Ajuntament                                                         | Inv.  | Segles XIV-XVI             | Nimes                                                                                                 | 43° 50′ 12″ N, 4° 21′ 37″ E / 43.836549°N,4.360238°E | PA00103101 | Ajuntament · Vegeu més fotos d'aquest monument · Carregueu una nova foto d'aquest monument                                                         |
| Església Saint-Paul                                                | Cat.  | Segle xix                  | Nimes                                                                                                 | 43° 50′ 12″ N, 4° 21′ 22″ E / 43.836626°N,4.356145°E | PA00103095 | Església Saint-Paul · Vegeu més fotos d'aquest monument · Carregueu una nova foto d'aquest monument                                                |
| Catedral Nostra Senyora i Sant Castor                              | Cat.  | Segles XII-XIV             | Nimes                                                                                                 | 43° 50′ 18″ N, 4° 21′ 38″ E / 43.838333°N,4.360556°E | PA00103092 | Catedral Nostra Senyora i Sant Castor · Vegeu més fotos d'aquest monument · Carregueu una nova foto d'aquest monument                              |
| Amfiteatre o Arènes                                                | Cat.  | Alt Imperi                 | Nimes                                                                                                 | 43° 50′ 06″ N, 4° 21′ 35″ E / 43.834892°N,4.359586°E | PA00103091 | Amfiteatre o Arènes · Vegeu més fotos d'aquest monument · Carregueu una nova foto d'aquest monument                                                |